# اچ‌ام‌اس بی‌وای‌ام‌اس-۲۲۸۲
اچ‌ام‌اس بی‌وای‌ام‌اس-۲۲۸۲ (به انگلیسی: HMS BYMS-2282) یک کشتی بود که طول آن ۱۳۶ فوت (۴۱ متر) بود. این کشتی در سال ۱۹۴۲ ساخته شد.